# Nowy Oryszew
Nowy Oryszew – wieś w Polsce położona w województwie mazowieckim, w powiecie żyrardowskim, w gminie Wiskitki. Ma status sołectwa.
W latach 1975–1998 miejscowość administracyjnie należała do województwa skierniewickiego.
Wieś została założona w 1875 roku pod nazwą Kolonia Oryszew. W późniejszych latach przemianowano ją na Oryszew Nowy, a w XX wieku nazwano ją Nowy Oryszew i pod tą nazwą przetrwała do dziś.
Według książki Zabytki architektury i budownictwa w Polsce. Województwo skierniewickie w miejscowości znajdują się następujące zabytkowe obiekty:
- dom nr 42, murowany z 1901 roku,
- dom nr 48, drewniany z 1923 roku,
- dom nr 59, murowany z XIX wieku.

Od 1959 roku istnieje jednostka Ochotniczej Straży Pożarnej w Nowym Oryszewie.